# Ramón Benito Ángeles Fernández
Ramón Benito Ángeles Fernández (ur. 17 marca 1949 w La Vega) – dominikański duchowny katolicki, biskup pomocniczy Santo Domingo w latach 2017–2024.

## Życiorys
Święcenia kapłańskie otrzymał w dniu 23 grudnia 1978 i początkowo został inkardynowany do diecezji La Vega, zaś od 2002 był duchownym archidiecezji Santo Domingo. Pracował głównie jako duszpasterz parafialny, był także m.in. rektorem niższego seminarium w La Vega oraz wykładowcą i rektorem katolickiego uniwersytetu technicznego w Cibao. W latach 2001–2009 był sekretarzem generalnym dominikańskiej Konferencji Episkopatu. 
1 lipca 2017 papież Franciszek prekonizował go biskupem pomocniczym Santo Domingo ze stolicą tytularną Febiana. Sakry udzielił mu 26 sierpnia 2017 arcybiskup Francisco Ozoria Acosta.
W latach 2017–2020 ponownie zajmował stanowisko sekretarza generalnego Konferencji Episkopatu Dominikany.
18 marca 2024 papież przyjął jego rezygnację z pełnionego urzędu złożoną ze względu na wiek. 